# Municipio de Lom
El municipio de Lom (búlgaro: Община Лом) es un municipio búlgaro perteneciente a la provincia de Montana.
En 2011 tiene 28 139 habitantes, el 81,6% búlgaros y el 17,25% gitanos. Tres cuartas partes de la población municipal viven en la capital municipal Lom.
Se ubica en el norte de la provincia y su término municipal es fronterizo con Rumania en la ribera del Danubio.

## Localidades
| Localidad        | Cirílico         | Población (diciembre de 2009) |
| ---------------- | ---------------- | ----------------------------- |
| Lom              | Лом              | 24 300                        |
| Dobri Dol        | Добри дол        | 334                           |
| Dolno Linevo     | Долно Линево     | 266                           |
| Kovachitsa       | Ковачица         | 1255                          |
| Orsoya           | Орсоя            | 133                           |
| Slivata          | Сливата          | 225                           |
| Staliyska Mahala | Сталийска махала | 1369                          |
| Stanevo          | Станево          | 364                           |
| Traykovo         | Трайково         | 932                           |
| Zamfir           | Замфир           | 1020                          |
| Total            |                  | 30 198                        |